# Zanthoxylum xichouense
Zanthoxylum xichouense är en vinruteväxtart som beskrevs av Cheng Chiu Huang. Zanthoxylum xichouense ingår i släktet Zanthoxylum och familjen vinruteväxter. Inga underarter finns listade i Catalogue of Life.